# Éric Salobir
 (juin 2023).
Éric Salobir est un religieux catholique français, prêtre, et expert dans des nouvelles technologies.

## Biographie
Né en mai 1970 à Auchel, fils d'enseignants « très humaniste[s] », Éric Laurent Patrick Salobir grandit à Toulouse. 
Il sort de l'Institut supérieur du commerce en 1993.
Il fait ses débuts comme attaché commercial à l'ambassade de France en République tchèque en 1994, avant de gagner le Crédit lyonnais deux ans plus tard, où il s'occupe principalement de fusions-acquisitions.
Il entre dans l'ordre des Prêcheurs en 2000, puis est ordonné prêtre en 2006. Nommé au couvent de l'Annonciation à Paris, il se partage entre cette dernière, Rome et la Californie.
Rédacteur en chef de la radio lilloise ROC FM durant sa formation religieuse, il cofonde le site Retraite dans la ville en 2002. Il devient ensuite chargé des contenus numériques pour Le Jour du Seigneur, avant d'être nommé en 2011 promoteur général de son ordre pour la communication.
En 2013, il devient consulteur du Saint-Siège pour les nouvelles technologies.
En 2021, il est nommé au Conseil national du numérique.
Il dirige l'Ordre des prêcheurs pour les technologies, l'information et la communication (Optic), cercle de réflexion catholique, et figure au conseil d'administration d'Aleteia.

## Ouvrage
- Avec Sven Ortoli, Dieu et la Silicon Valley, Paris, Buchet-Chastel, 2020 (ISBN 978-2-283-03402-6).

### Sources
- Sandrine Cassini, « Frère Éric Salobir, le prêtre qui connecte le pape à la Silicon Valley », Le Monde,‎ 9 juillet 2018 (lire en ligne, consulté le 27 juin 2023).
- Frédéric Filloux, « Éric Salobir, le prêtre geek qui veut detordre le « monde » de la tech », L'Express,‎ 25 juin 2023 (lire en ligne, consulté le 27 juin 2023).